# 撃剣叢談
『撃剣叢談』（げっけんそうだん）は、江戸時代後期に著された武芸書。1790年（寛政2年）、備前国岡山藩士の三上元龍著。全5巻。

## 概要
『武術叢書』や山田次朗吉『心身収容剣道修儀』では、著者を源徳修、版行を1843年（天保14年）としているが、近年の写本研究によって、著者は三上元龍であるとされている。内容は、三上元龍が1760年代～1790年代の間に見聞した剣術流派や師家についてまとめたもの。伝聞の誤りも散見されるが、『本朝武芸小伝』（1716）『日本中興武術系譜略』（1767）に見られない多くの流派が記載されており、18世紀後半に多くの流派が生まれたことを示唆している。

## 関連書籍
- 笹間良彦 『図説日本武道辞典』 柏書房、2003年05月発行 ISBN 4760121609